# Campeonato Sudamericano de Voleibol Masculino Sub-21
El Campeonato Sudamericano de Voleibol Masculino Sub-21 es una competencia de naciones sudamericanas con jugadores menores de 21 años, está organizada y avalada por la Confederación Sudamericana de Voleibol se celebra cada 2 años.

## Historial
| N.º   | Año  | Sede              |           |           |           |
| ----- | ---- | ----------------- | --------- | --------- | --------- |
| I     | 1972 | Río de Janeiro    | Brasil    | Argentina | Chile     |
| II    | 1974 | Mendoza           | Brasil    | Argentina | Paraguay  |
| III   | 1976 | La Paz            | Brasil    | Argentina | Venezuela |
| IV    | 1978 | Río de Janeiro    | Brasil    | Argentina | Perú      |
| V     | 1980 | Santiago de Chile | Argentina | Brasil    | Chile     |
| VI    | 1982 | Santa Fe          | Argentina | Brasil    | Chile     |
| VII   | 1984 | Bucaramanga       | Brasil    | Argentina | Chile     |
| VIII  | 1986 | Sao Paulo         | Brasil    | Argentina | Venezuela |
| IX    | 1988 | Caracas           | Brasil    | Argentina | Venezuela |
| X     | 1990 | Catamarca         | Brasil    | Argentina | Venezuela |
| XI    | 1992 | Guayaquil         | Brasil    | Argentina | Venezuela |
| XII   | 1994 | Lima              | Brasil    | Venezuela | Argentina |
| XIII  | 1996 | Cali              | Brasil    | Venezuela | Argentina |
| XIV   | 1998 | Santiago de Chile | Brasil    | Venezuela | Colombia  |
| XV    | 2000 | Maracaibo         | Venezuela | Brasil    | Argentina |
| XVI   | 2002 | Pocos de Caldas   | Brasil    | Venezuela | Argentina |
| XVII  | 2004 | Santiago de Chile | Brasil    | Argentina | Venezuela |
| XVIII | 2006 | Manaus            | Brasil    | Argentina | Venezuela |
| XIX   | 2008 | Pocos de Caldas   | Argentina | Brasil    | Venezuela |
| XX    | 2010 | Santiago de Chile | Brasil    | Argentina | Venezuela |
| XXI   | 2012 | Saquarema         | Brasil    | Argentina | Venezuela |
| XXII  | 2014 | Saquarema         | Brasil    | Argentina | Chile     |
| XXIII | 2016 | Bariloche         | Argentina | Brasil    | Colombia  |
| XXIV  | 2018 | Bariloche         | Brasil    | Argentina | Chile     |
| XXV   | 2022 | Tacna             | Brasil    | Argentina | Chile     |
| XXVI  | 2024 | Callao            | Brasil    | Colombia  | Argentina |

## Medallero
- Actualizado hasta Tacna 2022

| Núm. | País      | Oro | Plata | Bronce | Total |
| ---- | --------- | --- | ----- | ------ | ----- |
| 1    | Brasil    | 21  | 5     | 0      | 26    |
| 2    | Argentina | 4   | 16    | 5      | 25    |
| 3    | Venezuela | 1   | 4     | 10     | 15    |
| 4    | Colombia  | 0   | 1     | 2      | 3     |
| 5    | Chile     | 0   | 0     | 7      | 7     |
| 6    | Paraguay  | 0   | 0     | 1      | 1     |
| 7    | Perú      | 0   | 0     | 1      | 1     |
|      | TOTAL     | 26  | 26    | 26     | 78    |

## MVPpor edición
- 2018 –  Brasil - Aleksander Cardoso Victor
- 2014 –  Brasil - Douglas Souza
- 2012 –  Brasil - João Ferreira
- 2010 –  Brasil - Felipe Martins
- 2004 –  Brasil - Thiago Alves
- 2002 –  Brasil - Bruno Zanuto